# Bazuca
Soldado empunha um Lança Foguetes M1
Bazuca é o nome popularizado para o "lança-foguetes" ou "lança-rojão", uma arma portátil antitanque em forma de tubo. O termo Bazuca é derivado do inglês "bazooka", por sua vez inspirado no instrumento musical do mesmo nome e ao qual se assemelha, inventado pelo comediante Bob Burns. É usada para penetrar a blindagem de carros de combate ou de outros veículos blindados ou não, através do disparo de uma granada que se utiliza de propelente próprio. Ocasionalmente pode ser utilizada contra construções. De uso exclusivo das forças armadas em todo mundo, o dispositivo é uma das armas mais comercializadas no tráfico de armas e está a disposição de grupos paramilitares e terroristas em todo o globo. 

## Histórico
A bazuca foi posta em uso pela primeira vez pelos estadunidenses na Segunda Guerra Mundial (a partir de 1942) com a finalidade de fornecer uma arma portátil contra ataques a dispositivos blindados. A Alemanha também produziu sua própria versão da arma, denominada Panzerschreck, obtendo relativo sucesso em combate, também havia um segundo modelo alemão denominado Panzerfaust. Após a Segunda Guerra Mundial, a União Soviética criou o modelo RPG-7.

## Formato
O lança-foguetes era operado por duas pessoas (os mais modernos são operados por apenas uma pessoa, como o moderno AT-4 por exemplo), e constituído por um tubo em que se provoca eletricamente o acendimento e a orientação do início da trajetória de uma granada-foguete recarregável, a qual geralmente possui aletas de direcionamento para a estabilização do direcionamento inicial.
Sob o termo genérico de RPG, existe em uma série de lançadores os quais se utilizam dos mesmos princípios, com calibres variando de 60 mm a 90mm e cujo alcance efetivo pode chegar a 300 metros de distância.
|                                                                            |                          |               |
| Soldados seguram/segurando bazucas de 88,9 mm (esquerda) e 60 mm (direita) | Bazuca e dois projéteis. | Panzerschreck |
|                                                                            |                          |               |
| RPG-7                                                                      | AT-4                     | Panzerfaust   |